# Elaine Tanner
Elaine Tanner OC, nach Heirat Elaine Watt, (* 22. Februar 1951 in Vancouver, British Columbia) ist eine ehemalige kanadische Schwimmerin. Sie gewann bei den British Empire and Commonwealth Games 1966 vier Gold- und drei Silbermedaillen. Bei den Panamerikanischen Spielen 1967 erkämpfte sie zwei Gold- und drei Silbermedaillen. 1968 erhielt sie bei den Olympischen Spielen zwei Silbermedaillen und eine Bronzemedaille.

## Karriere
Die Schwimmerin von den Pacific Dolphins hatte eine sehr kurze internationale Karriere von nur drei Jahren. In Kanada gewann sie 17 nationale Meistertitel, hinzu kam ein Titel bei den offenen US-Meisterschaften.
Ihre internationale Karriere begann bei den British Empire and Commonwealth Games 1966 in Kingston. Dort gewann sie die Goldmedaillen über 110 Yards Schmetterling, 220 Yards Schmetterling und 440 Yards Lagen. Ihre vierte Goldmedaille gewann sie mit der 4-mal-110-Yards-Freistilstaffel in der Besetzung Elaine Tanner, Jane Hughes, Louise Kennedy und Marion Lay. Hinzu kamen Silbermedaillen über 110 Yards Rücken und 220 Yards Rücken hinter der Engländerin Linda Ludgrove. Ebenfalls Silber hinter den englischen Frauen gewann die kanadische 4-mal-110-Yards-Lagenstaffel mit Donna Ross, Elaine Tanner, Louise Kennedy und Marion Lay. Nie zuvor hatte eine Frau vier Goldmedaillen bei den Commonwealth Games gewonnen. Dafür wurde Elaine Tanner mit der Lou Marsh Trophy ausgezeichnet, sie ist die jüngste Sportlerin, die diese Auszeichnung erhalten hat. Im gleichen Jahr erhielt sie die Bobbie Rosenfeld Award, eine Auszeichnung für die kanadische Sportlerin des Jahres.
Bei den Panamerikanische Spiele 1967 in Winnipeg gewann das Gastgeberland Kanada drei Goldmedaillen im Schwimmen. Eine davon gewann Ralph Hutton im Rückenschwimmen der Männer. Die anderen beiden gewann Elaine Tanner im Rückenschwimmen der Frauen, wobei sie auf beiden Strecken Weltrekorde aufstellte. Über 100 Meter Rücken siegte Tanner vor Kaye Hall aus den Vereinigten Staaten und über 200 Meter Rücken gewann sie vor deren Landsfrau Kendis Moore. Hinzu kamen eine Silbermedaille über 100 Meter Schmetterling hinter Ellie Daniel und Silber mit beiden Staffeln.
Die Weltrekorde über 100 Meter Rücken und über 200 Meter Rücken wurden Anfang 1968 von der Südafrikanerin Karen Muir unterboten. Allerdings war Karen Muir als Südafrikanerin wegen der Politik der Apartheid nicht bei den Olympischen Spielen startberechtigt. Bei den Schwimmwettbewerben in Mexiko-Stadt trat Elaine Tanner in vier Wettbewerben an. Die 4-mal-100-Meter-Lagenstaffel verpasste als Zehnte der Vorläufe das Finale. Danach trat Tanner nicht über 100 Meter Schmetterling an, um sich auf die Rückenstrecken zu konzentrieren. Über 100 Meter Rücken war Elaine Tanner in Vorlauf und Halbfinale die schnellste Schwimmerin. Im Finale siegte Kaye Hall in Weltrekordzeit von 1:06,2 Minuten vor Elaine Tanner in 1:06,7 Minuten. Zwei Tage später war Lillian Watson aus den Vereinigten Staaten bereits im Vorlauf schneller als Tanner. Im Finale siegte Watson mit mehr als zwei Sekunden Vorsprung vor Tanner, Kaye Hall erhielt die Bronzemedaille. Zum Abschluss fand die 4-mal-100-Meter-Freistilstaffel statt. Es siegte die Staffel aus den Vereinigten Staaten vor der Staffel aus der DDR und den Kanadierinnen mit Angela Coughlan, Marilyn Corson, Elaine Tanner und Marion Lay. Elaine Tanner war die erste kanadische Schwimmerin, die je eine olympische Medaille gewann. Die kanadische Mannschaft gewann 1968 fünf olympische Medaillen, an dreien war Elaine Tanner beteiligt. Erfolgreichste Sportler waren aber die Springreiter, die die einzige Goldmedaille gewannen. Und so wurde Elaine Tanner nicht für ihre drei Medaillen so gefeiert wie in den beiden vorangegangenen Jahren, sondern von der Presse mit negativen Schlagzeilen als Verliererin bezeichnet.
Die 1,60 Meter große Schwimmerin war zwei Jahre lang als Mighty Mouse gefeiert worden, nach der Negativpresse beendete sie ihre Karriere im Alter von 17 Jahren. Erst in den 1980er Jahren und nach zwei gescheiterten Ehen überwand sie ihre Depression allmählich. Sie schloss ein Studium in Kinesiologie ab und war später als Alternativmedizinerin tätig.

## Ehrungen
Für ihre Leistungen wurde Elaine Tanner vielfach geehrt. Bereits 1969 wurde sie zum Officer des Order of Canada ernannt. Seit 1972 wird in Kanada ein Preis für die herausragende jugendliche Sportlerin des Jahres vergeben, der Elaine Tanner Award. Nach ihrer Karriere wurde Tanner in sieben Hall of Fames aufgenommen. Dazu gehören:
- 1969: British Columbia Sports Hall of Fame[9]
- 1971: Hall of Fame des kanadischen Sports
- 1971: Canadian Olympic Hall of Fame
- 1980: International Swimming Hall of Fame[10]